# Liste der Kulturdenkmäler in Hamburg-Othmarschen
Die Liste der Kulturdenkmäler in Hamburg-Othmarschen enthält die in der Denkmalliste ausgewiesenen Denkmäler auf dem Gebiet des Stadtteils Othmarschen der Freien und Hansestadt Hamburg.
Basis ist der Datensatz Denkmalliste Hamburg auf dem Transparenzportal Hamburg. Dieser enthält alle Objekte, die rechtskräftig nach dem Hamburger Denkmalschutzgesetz vom 5. April 2013 unter Denkmalschutz stehen (§ 6 Abs. 1 DSchG HA) oder zumindest zeitweise standen. Die Denkmalliste steht auch als PDF-Dokument zur Verfügung. Alle Denkmäler in Othmarschen, die schon nach dem Denkmalschutzgesetz vom 3. Dezember 1973, zuletzt geändert am 27. November 2007, unter Denkmalschutz standen, sind auch auf der Liste der Kulturdenkmäler im Hamburger Bezirk Altona zu finden.

## Legende
- ID: Gibt die vom Denkmalschutzamt Hamburg vergebene Objekt-ID (Identifikationsnummer) des Kulturdenkmals an, (in Klammern gegebenenfalls die Denkmalnummer nach altem Denkmalschutzgesetz).
- Adresse: Nennt den Straßennamen und, wenn vorhanden, die Hausnummer des Kulturdenkmals. Die Grundsortierung der Liste erfolgt nach dieser Adresse.
- Art: Zeigt an, ob es ein Objekt („O“) oder ein Ensemble („E“) ist.
- Datierung: Gibt die Datierung an; das Jahr der Fertigstellung bzw. den Zeitraum der Errichtung.
- Ensemble: Gibt die Nummer des Ensembles an, zu der das Objekt gehört, bzw. bei Ensembles die Nummer des Ensembles selbst.

Hinweis: Die Grundsortierung der Liste erfolgt nach der Adresse und ist alternativ nach ID, Art (Objekt oder Ensemble), Typ, Datierung, Entwurf oder Kurzbeschreibung sortierbar.

| ID                | Adresse | Art | Typ | Kurzbeschreibung | Datierung                                                                      | Entwurf                                                                                    | Ensemble | Bild |
| ----------------- | --- | --- | --- | --- | ------------------------------------------------------------------------------ | ------------------------------------------------------------------------------------------ | -------- | --- |
| 30462             | Agathe-Lasch-Weg 2, 6 (Lage) | E   | | Agathe-Lasch-Weg 2, 6 |                                                                                |                                                                                            | 30462    | BW |
| 17113 (355)       | Agathe-Lasch-Weg 2 (Lage) | O   | Wohnwirtschaftsgebäude                                                                                       | | 1759; 1898                                                                     |                                                                                            | 30462    | |
| 17180             | Agathe-Lasch-Weg 6 (Lage) | O   | Wohnhaus | | 1930                                                                           | Elinigius & Schramm (Elingius, Erich/Schramm, Gottfried)                                   | 30462    | BW |
| 17112 (602)       | Ansorgestraße 24 (Lage) | O   | Wohnhaus | | 1880/90, um                                                                    |                                                                                            |          | |
| 30453             | Ansorgestraße o.Nr., neben Nr. 3, Liebermannstraße neben Nr. 43 (Lage) | E   | | Denkmalanlage Ansorgestraße |                                                                                |                                                                                            | 30453    | BW |
| 17054             | Ansorgestraße o.Nr., neben Nr. 3, Liebermannstraße neben Nr. 43 (Lage) | O   | Denkmalanlage, Kriegerdenkmal (Kriegerdenkmal 1914/18)                                                       | | 1921, ab                                                                       |                                                                                            | 30453    | BW |
| 30445             | Baron-Voght-Straße 50, o.Nr., Holztwiete 9, 25 (Lage) | E   | | Jenischpark mit Jenisch-Haus Baron-Voght-Straße / Holztwiete |                                                                                |                                                                                            | 30445    | weitere Bilder |
| 18006 (1298, 337) | Baron-Voght-Straße 50 (Lage) | O   | Landhaus | Jenisch-Haus | 1831–1833                                                                      | Forsmann, Franz Gustav (unter Beteiligung von Schinkel, Karl Friedrich)                    | 30445    | weitere Bilder |
| 30392             | Baron-Voght-Straße 52, 53, 54, 56, 57, 58, 59, 59a, 59b, 60, 61, 62, 63, 63a, 64, 66, 68, 70, 72, 73a, 73b, 73c, 73d, 73e, 73f, 75a, 75b, 77a, 77b, 77c, 77d, 77e, 77f, 77g, 89a, 89b, 89c, 89d, 89e, 89f, 89g, 89h, 89i, 89j, o.Nr., Jürgensallee 73, 75, 77, 79, 81, 83, 85, 87, 89, 91, 93, 95, 100, 102, 104, 106, 108, 112, 114, 116, 118, 120, 122, 124, o.Nr., Quellental 36, o.Nr., westlich von Nr. 36 (Lage) | E   | | Kanzleigut Flottbek Baron-Voght-Straße / Jürgensallee |                                                                                |                                                                                            | 30392    | [[Vorlage:Bilderwunsch/code!/C:53.55502,9.86152!/D:Baron-Voght-Straße 52, 53, 54, 56, 57, 58, 59, 59a, 59b, 60, 61, 62, 63, 63a, 64, 66, 68, 70, 72, 73a, 73b, 73c, 73d, 73e, 73f, 75a, 75b, 77a, 77b, 77c, 77d, 77e, 77f, 77g, 89a, 89b, 89c, 89d, 89e, 89f, 89g, 89h, 89i, 89j, o.Nr., Jürgensallee 73, 75, 77, 79, 81, 83, 85, 87, 89, 91, 93, 95, 100, 102, 104, 106, 108, 112, 114, 116, 118, 120, 122, 124, o.Nr., Quellental 36, o.Nr., westlich von Nr. 36!/\|BW]] |
| 18005 (351)       | Baron-Voght-Straße 52 (Lage) | O   | Arbeiterwohnhaus, Reihenhaus                                                                                 | Instenhäuser | 1786–1798, zwischen; 1992 (Wiederherstellung)                                  | Nicht ermittelbar                                                                          | 30392    | |
| 18004 (351)       | Baron-Voght-Straße 54 (Lage) | O   | Arbeiterwohnhaus, Reihenhaus                                                                                 | Instenhäuser | 1786–1798, zwischen                                                            | Nicht ermittelbar                                                                          | 30392    | |
| 17728 (351)       | Baron-Voght-Straße 56 (Lage) | O   | Landarbeiterhaus, Reihenhaus                                                                                 | Instenhäuser | 1786–1798, zwischen                                                            | Nicht ermittelbar                                                                          | 30392    | |
| 16991 (351)       | Baron-Voght-Straße 58 (Lage) | O   | Arbeiterwohnhaus, Reihenhaus                                                                                 | Instenhäuser | 1786–1798, zwischen                                                            | Nicht ermittelbar                                                                          | 30392    | |
| 16990 (351)       | Baron-Voght-Straße 60 (Lage) | O   | Arbeiterwohnhaus, Reihenhaus                                                                                 | Instenhäuser | 1786–1798, zwischen                                                            | Nicht ermittelbar                                                                          | 30392    | |
| 16989 (351)       | Baron-Voght-Straße 62 (Lage) | O   | Arbeiterwohnhaus, Reihenhaus                                                                                 | Instenhäuser | 1786–1798, zwischen                                                            | Nicht ermittelbar                                                                          | 30392    | |
| 16988 (351)       | Baron-Voght-Straße 64 (Lage) | O   | Arbeiterwohnhaus, Reihenhaus                                                                                 | Instenhäuser | 1786–1798, zwischen                                                            | Nicht ermittelbar                                                                          | 30392    | |
| 16987 (351)       | Baron-Voght-Straße 66 (Lage) | O   | Arbeiterwohnhaus, Reihenhaus                                                                                 | Instenhäuser | 1786–1798, zwischen                                                            | Nicht ermittelbar                                                                          | 30392    | |
| 17720 (351)       | Baron-Voght-Straße 68 (Lage) | O   | Arbeiterwohnhaus, Reihenhaus                                                                                 | Instenhäuser | 1786–1798, zwischen                                                            | Nicht ermittelbar                                                                          | 30392    | |
| 17719 (351)       | Baron-Voght-Straße 70 (Lage) | O   | Arbeiterwohnhaus, Reihenhaus                                                                                 | Instenhäuser | 1786–1798, zwischen                                                            | Nicht ermittelbar                                                                          | 30392    | |
| 17718 (351)       | Baron-Voght-Straße 72 (Lage) | O   | Arbeiterwohnhaus, Reihenhaus                                                                                 | Instenhäuser | 1786–1798, zwischen                                                            | Nicht ermittelbar                                                                          | 30392    | |
| 16978 (1298)      | Baron-Voght-Straße o.Nr. (Lage) | O   | Park | Jenischpark | 1795, um: 1830, ab                                                             |                                                                                            | 30445    | |
| 30511             | Bernadottestraße 41, 41a (Lage) | E   | | Bernadottestraße 41-41a |                                                                                |                                                                                            | 30511    | BW |
| 17717             | Bernadottestraße 41 (Lage) | O   | Wohnhaus | | 1923                                                                           | Elingius, Erich                                                                            | 30511    | BW |
| 17716             | Bernadottestraße 41a (Lage) | O   | Garage | | 1923                                                                           | Elingius, Erich                                                                            | 30511    | BW |
| 17715             | Bernadottestraße 67b, 67c (Lage) | O   | Stift | Freiwohnungen für bedürftige Männer und Frauen aus gutem Bürgerstande über 60 Jahre | 1908                                                                           | Raabe & Wöhlecke (Raabe, Ludwig/Wöhlecke, Otto)                                            |          | BW |
| 17917             | Corinthstraße 18 (Lage) | O   | Wohnhaus | | 1924 (vermutl.)                                                                |                                                                                            |          | BW |
| 18313             | Corinthstraße 20 (Lage) | O   | Wohnhaus | | 1924 (vermutl.)                                                                |                                                                                            |          | BW |
| 17891             | Droysenstraße 27 (Lage) | O   | Wohnhaus | | 1928                                                                           | Herold, Fritz                                                                              |          | BW |
| 18194             | Droysenstraße 34 (Lage) | O   | Wohnhaus | | 1924                                                                           | Zöllner, Karl                                                                              |          | BW |
| 18193             | Eichenallee 8 (Lage) | O   | Villa | | 1927                                                                           | Elinigius & Schramm (Elingius, Erich/Schramm, Gottfried)                                   |          | BW |
| 30413             | Elbblöcken 1a, 1b, 1c, 1e, 1f, 1g, 3a, 3b, 3c, 3d, 3e, 3f, 3g, 5a, 5b, 5c, 5d, 5e, 5f, 5g (Lage) | E   | | Elbblöcken 1a-5g |                                                                                |                                                                                            | 30413    | BW |
| 17455             | Elbblöcken 1a (Lage) | O   | Einfamilienhaus, Reihenhaus                                                                                  | | 1952–1953                                                                      | Atmer & Marlow (Atmer, Hans/Marlow, Jürgen) (nach Planung durch Otto Gülck und Hans Atmer) | 30413    | BW |
| 16720             | Elbblöcken 1b (Lage) | O   | Einfamilienhaus, Reihenhaus                                                                                  | | 1952–1953                                                                      | Atmer & Marlow (Atmer, Hans/Marlow, Jürgen) (nach Planung durch Otto Gülck und Hans Atmer) | 30413    | BW |
| 16719             | Elbblöcken 1c (Lage) | O   | Einfamilienhaus, Reihenhaus                                                                                  | | 1952–1953                                                                      | Atmer & Marlow (Atmer, Hans/Marlow, Jürgen) (nach Planung durch Otto Gülck und Hans Atmer) | 30413    | BW |
| 16718             | Elbblöcken 1e (Lage) | O   | Einfamilienhaus, Reihenhaus                                                                                  | | 1952–1953                                                                      | Atmer & Marlow (Atmer, Hans/Marlow, Jürgen) (nach Planung durch Otto Gülck und Hans Atmer) | 30413    | BW |
| 16717             | Elbblöcken 1f (Lage) | O   | Einfamilienhaus, Reihenhaus                                                                                  | | 1952–1953                                                                      | Atmer & Marlow (Atmer, Hans/Marlow, Jürgen) (nach Planung durch Otto Gülck und Hans Atmer) | 30413    | BW |
| 17477             | Elbblöcken 1g (Lage) | O   | Einfamilienhaus, Reihenhaus                                                                                  | | 1952–1953                                                                      | Atmer & Marlow (Atmer, Hans/Marlow, Jürgen) (nach Planung durch Otto Gülck und Hans Atmer) | 30413    | BW |
| 16716             | Elbblöcken 3a (Lage) | O   | Einfamilienhaus, Reihenhaus                                                                                  | | 1952–1953                                                                      | Atmer & Marlow (Atmer, Hans/Marlow, Jürgen) (nach Planung durch Otto Gülck und Hans Atmer) | 30413    | BW |
| 16715             | Elbblöcken 3b (Lage) | O   | Einfamilienhaus, Reihenhaus                                                                                  | | 1952–1953                                                                      | Atmer & Marlow (Atmer, Hans/Marlow, Jürgen) (nach Planung durch Otto Gülck und Hans Atmer) | 30413    | BW |
| 16714             | Elbblöcken 3c (Lage) | O   | Einfamilienhaus, Reihenhaus                                                                                  | | 1952–1953                                                                      | Atmer & Marlow (Atmer, Hans/Marlow, Jürgen) (nach Planung durch Otto Gülck und Hans Atmer) | 30413    | BW |
| 16713             | Elbblöcken 3d (Lage) | O   | Einfamilienhaus, Reihenhaus                                                                                  | | 1952–1953                                                                      | Atmer & Marlow (Atmer, Hans/Marlow, Jürgen) (nach Planung durch Otto Gülck und Hans Atmer) | 30413    | BW |
| 16712             | Elbblöcken 3e (Lage) | O   | Einfamilienhaus, Reihenhaus                                                                                  | | 1952–1953                                                                      | Atmer & Marlow (Atmer, Hans/Marlow, Jürgen) (nach Planung durch Otto Gülck und Hans Atmer) | 30413    | BW |
| 16711             | Elbblöcken 3f (Lage) | O   | Einfamilienhaus, Reihenhaus                                                                                  | | 1952–1953                                                                      | Atmer & Marlow (Atmer, Hans/Marlow, Jürgen) (nach Planung durch Otto Gülck und Hans Atmer) | 30413    | BW |
| 17476             | Elbblöcken 3g (Lage) | O   | Einfamilienhaus, Reihenhaus                                                                                  | | 1952–1953                                                                      | Atmer & Marlow (Atmer, Hans/Marlow, Jürgen) (nach Planung durch Otto Gülck und Hans Atmer) | 30413    | BW |
| 16710             | Elbblöcken 5a (Lage) | O   | Einfamilienhaus, Reihenhaus                                                                                  | | 1952–1953                                                                      | Atmer & Marlow (Atmer, Hans/Marlow, Jürgen) (nach Planung durch Otto Gülck und Hans Atmer) | 30413    | BW |
| 17467             | Elbblöcken 5b (Lage) | O   | Einfamilienhaus, Reihenhaus                                                                                  | | 1952–1953                                                                      | Atmer & Marlow (Atmer, Hans/Marlow, Jürgen) (nach Planung durch Otto Gülck und Hans Atmer) | 30413    | BW |
| 17468             | Elbblöcken 5c (Lage) | O   | Einfamilienhaus, Reihenhaus                                                                                  | | 1952–1953                                                                      | Atmer & Marlow (Atmer, Hans/Marlow, Jürgen) (nach Planung durch Otto Gülck und Hans Atmer) | 30413    | BW |
| 16723             | Elbblöcken 5d (Lage) | O   | Einfamilienhaus, Reihenhaus                                                                                  | | 1952–1953                                                                      | Atmer & Marlow (Atmer, Hans/Marlow, Jürgen) (nach Planung durch Otto Gülck und Hans Atmer) | 30413    | BW |
| 17479             | Elbblöcken 5e (Lage) | O   | Einfamilienhaus, Reihenhaus                                                                                  | | 1952–1953                                                                      | Atmer & Marlow (Atmer, Hans/Marlow, Jürgen) (nach Planung durch Otto Gülck und Hans Atmer) | 30413    | BW |
| 17478             | Elbblöcken 5f (Lage) | O   | Einfamilienhaus, Reihenhaus                                                                                  | | 1952–1953                                                                      | Atmer & Marlow (Atmer, Hans/Marlow, Jürgen) (nach Planung durch Otto Gülck und Hans Atmer) | 30413    | BW |
| 17475             | Elbblöcken 5g (Lage) | O   | Einfamilienhaus, Reihenhaus                                                                                  | | 1952–1953                                                                      | Atmer & Marlow (Atmer, Hans/Marlow, Jürgen) (nach Planung durch Otto Gülck und Hans Atmer) | 30413    | BW |
| 29504             | Elbchaussee 151 (Lage) | O   | Villa; Einfriedung; Tor                                                                                      | Gebäude mit Einfriedung und Tor | 1898                                                                           | Dorn, Ernst Paul                                                                           |          | |
| 29480 (897)       | Elbchaussee 152 (Lage) | O   | Wohnhaus; Garten; Einfriedung                                                                                | Gebäude mit Veranda, Altan, Garten und Einfriedung | 1896                                                                           | Westphal, Julius                                                                           |          | |
| 30545             | Elbchaussee 153, 157 (Lage) | E   | | Elbchaussee 153, 157 |                                                                                |                                                                                            | 30545    | BW |
| 18192 (466)       | Elbchaussee 153 (Lage) | O   | Landhaus | Landhaus Weber | 1836–1837                                                                      | Forsmann, Franz Gustav                                                                     | 30545    | |
| 18010             | Elbchaussee 156 (Lage) | O   | Villa | | 1918, vor                                                                      | Christens, C. T.                                                                           |          | |
| 18191 (1467)      | Elbchaussee 157 (Lage) | O   | Kutscherhaus; Einfriedung                                                                                    | | 1898, ab                                                                       | Bunnenberg, F.                                                                             | 30545    | |
| 29489 (1053)      | Elbchaussee 159a (Lage) | O   | Villa; Gärtnerhaus; Pferdestall; Remise; Taubenhaus; Zufahrt                                                 | Elbchaussee 159a, Övelgönne 25; Villa mit Gärtnerhaus, Pferdestall, Remise, Taubenhaus und gepflasterter Zufahrt | 19. Jh., Ende                                                                  | Petersen, Albert                                                                           |          | |
| 16722 (1803)      | Elbchaussee 162 (Lage) | O   | Villa; Remise                                                                                                | | 1909                                                                           | Ellinger, Carl                                                                             |          | |
| 30537             | Elbchaussee 165, 169 (Lage) | E   | | Elbchaussee 165, 169 |                                                                                |                                                                                            | 30537    | |
| 18003 (1564)      | Elbchaussee 165 (Lage) | O   | Wohnhaus; Einfriedung; Tor                                                                                   | | 1892                                                                           | Liedtke, Johannes                                                                          | 30537    | |
| 29492             | Elbchaussee 166 (Lage) | O   | Villa; Einfriedung; Tor                                                                                      | Gebäude mit Einfriedung und Tor | 1896                                                                           | Ehrich, Carl                                                                               |          | |
| 17997             | Elbchaussee 169 (Lage) | O   | Mehrfamilienhaus; Einfriedung; Tor                                                                           | | 1889                                                                           | Hartick, Julius                                                                            | 30537    | |
| 30538             | Elbchaussee 177, 179, 179a (Lage) | E   | | Elbchaussee 177, 179, 179a |                                                                                |                                                                                            | 30538    | BW |
| 18002             | Elbchaussee 177, 179 (Lage) | O   | Landhaus; Zaun                                                                                               | | 1862                                                                           | Hastedt, Hermann Dietrich                                                                  | 30538    | BW |
| 18014             | Elbchaussee 179a (Lage) | O   | Gärtnerhaus; Zaun                                                                                            | | 1862                                                                           | Hastedt, Hermann Dietrich                                                                  | 30538    | BW |
| 29488 (1010)      | Elbchaussee 180 (Lage) | O   | Villa; Grundstück; Einfriedung                                                                               | Villa mit ihrem zugehörigen Grundstück und der Einfriedung | 1895                                                                           | Lorenzen, Fernando/Stehn, Edmund                                                           |          | |
| 18020 (385)       | Elbchaussee 186 (Lage) | O   | Villa | | 1820, um                                                                       | Bundsen, Axel                                                                              |          | |
| 30460             | Elbchaussee 190, 192 (Lage) | E   | | Elbchaussee 190-192 |                                                                                |                                                                                            | 30460    | BW |
| 18019 (1790)      | Elbchaussee 190 (Lage) | O   | Gärtnerhaus                                                                                                  | | 1892, vor {1912 (Umbau)}                                                       |                                                                                            | 30460    | |
| 17175             | Elbchaussee 192 (Lage) | O   | Scheune (Kavaliershaus/Sommerwohnhaus (mit Stall, nach An-/Umbau)) (Wohnhaus (nach Umbau 1952))              | | 1797/98 {19. Jh.}                                                              | Hansen, Christian F. (zugeschrieben)                                                       | 30460    | BW |
| 17117             | Elbchaussee 195 (Lage) | O   | Remise | | 1840, um                                                                       |                                                                                            |          | BW |
| 29487             | Elbchaussee 215 (Lage) | O   | Landhaus; Einfriedung; Tor                                                                                   | Gebäude mit Einfriedung und Tor | 1922                                                                           | Schöss, Paul                                                                               |          | BW |
| 18000 (643)       | Elbchaussee 217 (Lage) | O   | Wohnhaus | | 1850, um                                                                       |                                                                                            |          | |
| 17999 (572)       | Elbchaussee 221 (Lage) | O   | Gasthaus | | 1823; 1985                                                                     |                                                                                            |          | |
| 18018 (160)       | Elbchaussee 228 (Lage) | O   | Wirtschaftsgebäude/Stallgebäude                                                                              | Halbmond | 1820, um                                                                       | Hansen, Johann Matthias (vermutl.)                                                         |          | |
| 29486 (1868)      | Elbchaussee 239 (Lage) | O   | Wohnhaus; Zufahrt (mit Umfahrungsrondell); Baumbestand; Stützmauern (aus Bruchstein)                         | Gebäude mit axialer Zufahrt einschl. des Umfahrungsrondells, dem erhaltenen historischen Baumbestand und zwei elbseitigen Stützmauern aus Bruchstein | 1905; 1927–1930 (Umbau); 2010 (Umbau)                                          | Lundt & Kallmorgen (Lundt, Werner/Kallmorgen, Georg)                                       |          | |
| 29485 (1213)      | Elbchaussee 241 (Lage) | O   | Einfamilienhaus; Garten                                                                                      | Einfamilienhaus mit Garten | 1954                                                                           | Pinnau, Cäsar                                                                              |          | |
| 18017             | Elbchaussee 264 (Lage) | O   | Villa | | 1920er Jahre                                                                   |                                                                                            |          | BW |
| 29484             | Elbchaussee 265, 265a (Lage) | O   | Doppelhaus; Einfriedung                                                                                      | Gebäude mit Einfriedung | 1929                                                                           | Rehder, Werner                                                                             |          | BW |
| 29494 (913)       | Elbchaussee 268 (Lage) | O   | Villa; Zubehör                                                                                               | Gebäude mit Zubehör | 1907                                                                           | Lundt & Kallmorgen (Lundt, Werner/Kallmorgen, Georg)                                       |          | |
| 29483             | Elbchaussee 273 (Lage) | O   | Einfamilienhaus; Einfriedung                                                                                 | Gebäude mit Einfriedung | 1953                                                                           | Stein, Bernhard                                                                            |          | BW |
| 29482 (780)       | Elbchaussee 277 (Lage) | O   | Hotel; Einfriedung                                                                                           | Gebäude mit Einfriedung | 1864                                                                           |                                                                                            |          | |
| 17998 (1157)      | Elbchaussee 279 (Lage) | O   | Hotel | | 1890                                                                           |                                                                                            |          | |
| 29481 (1374)      | Elbchaussee 281 (Lage) | O   | Wohnhaus; Einfriedung                                                                                        | Gebäude mit Einfriedung | 1950                                                                           | Pahlke/Kadereit                                                                            |          | BW |
| 29493 (1313)      | Elbchaussee 286 (Lage) | E   | | Elbchaussee 286 | 1881–1882                                                                      |                                                                                            | 29493    | |
| 39131 (1313)      | Elbchaussee 286 (Lage) | O   | Wohnhaus; Einfriedung                                                                                        | | 1881                                                                           | Färber, J. C.                                                                              | 29493    | BW |
| 39132 (1313)      | Elbchaussee 286 (Lage) | O   | Remise | | 1882                                                                           | Färber, J. C.                                                                              | 29493    | BW |
| 18016 (1305)      | Elbchaussee 288 (Lage) | O   | Landhaus | | 1826; 19. Jh., Ende (Erweiterung)                                              | Nicht bekannt                                                                              |          | |
| 30539             | Elbchaussee 304, 308, 310, 312, 316, 318 (Lage) | E   | | Elbchaussee 304, 308-312, 316-318 |                                                                                |                                                                                            | 30539    | |
| 18015 (1309)      | Elbchaussee 304 (Lage) | O   | Wohnhaus | | 1835–1850                                                                      |                                                                                            | 30539    | |
| 18013 (1309)      | Elbchaussee 308 (Lage) | O   | Wohnhaus | | 1835–1850                                                                      |                                                                                            | 30539    | BW |
| 18012 (1309)      | Elbchaussee 310, 312 (Lage) | O   | Wohnhaus | | 1835–1850                                                                      |                                                                                            | 30539    | |
| 17118 (1309)      | Elbchaussee 316 (Lage) | O   | Wohnhaus | | 1835–1850                                                                      |                                                                                            | 30539    | |
| 18011 (1309)      | Elbchaussee 318 (Lage) | O   | Wohnhaus | | 1835–1850                                                                      |                                                                                            | 30539    | BW |
| 17055             | Elbchaussee nördlich von Nr. 176a, Trenknerweg o.Nr. (Lage) | O   | Wohnhaus | | 1820, um                                                                       |                                                                                            |          | BW |
| 18022             | Elbe, Elbtunnel (Lage) | O   | Tunnel | Elbtunnel | 1968–1975                                                                      |                                                                                            | 30461    | BW |
| 18009 (651)       | Emkendorfstraße 7 (Lage) | O   | Einfamilienhaus                                                                                              | | 1911–1912                                                                      | Hintzpeter, Cäsar L.                                                                       |          | |
| 18008 (657)       | Emkendorfstraße 10 (Lage) | O   | Villa | Villa Hintzpeter | 1910–1911                                                                      | Hintzpeter, Cäsar L.                                                                       |          | |
| 17185             | Falckweg 7 (Lage) | O   | Wohnhaus | | 1890, um                                                                       |                                                                                            |          | |
| 29491 (1558)      | Gottorpstraße 1 (Lage) | O   | Wohnhaus (mit Atelier); Garten                                                                               | Wohnhaus mit Garten | 1972–1975                                                                      | Darboven, Thomas                                                                           |          | |
| 17125             | Gottorpstraße 3 (Lage) | O   | Villa | | 1922                                                                           | Esselmann & Gerntke (Esselmann, Heinz/Gerntke, Max)                                        |          | BW |
| 17124             | Gottorpstraße 5 (Lage) | O   | Villa | Haus Kummerow | 1922                                                                           | Esselmann & Gerntke (Esselmann, Heinz/Gerntke, Max)                                        |          | BW |
| 17123             | Gottorpstraße 7 (Lage) | O   | Villa | Haus Korte | 1922                                                                           | Esselmann & Gerntke (Esselmann, Heinz/Gerntke, Max)                                        |          | BW |
| 30459             | Grottenstraße 1a, 3, 4, Otto-Ernst-Straße 10 (Lage) | E   | | Otto-Ernst-Straße / Grottenstraße |                                                                                |                                                                                            | 30459    | BW |
| 17122             | Grottenstraße 1 (Lage) | O   | Mehrfamilienhaus                                                                                             | | 1972; 1973–1975                                                                | me di um (Jentz/Popp/Störmer/Wiesner/Zimmermann)                                           |          | |
| 17081             | Grottenstraße 1a (Lage) | O   | Wohnhaus | | 1900, um                                                                       |                                                                                            | 30459    | |
| 17080             | Grottenstraße 3 (Lage) | O   | Wohnhaus | | 1900, um                                                                       |                                                                                            | 30459    | |
| 17082             | Grottenstraße 4 (Lage) | O   | Wohnhaus | | 1900, um                                                                       |                                                                                            | 30459    | |
| 17184             | Hammerichstraße 4 (Lage) | O   | Wohnhaus | | 1885, um                                                                       |                                                                                            |          | |
| 17121             | Hammerichstraße 7 (Lage) | O   | Wohnhaus | | 1882                                                                           |                                                                                            |          | BW |
| 17120 (1913)      | Handelmannweg 16 (Lage) | O   | Wohnhaus | | 1913                                                                           | Voß, Walther                                                                               |          | |
| 17189             | Hochrad 9 (Lage) | O   | Wohnhaus | | 1928                                                                           | Schümann, Rudolf                                                                           |          | |
| 17569 (745)       | Hochrad 35 (Lage) | O   | Wohnhaus | | 19. Jh., 1. Viertel                                                            |                                                                                            |          | |
| 30494             | Hochrad 69, 71 (Lage) | E   | | Hochrad 69-71 |                                                                                |                                                                                            | 30494    | BW |
| 18195             | Hochrad 69 (Lage) | O   | Wohnwirtschaftsgebäude; Scheune                                                                              | | 1814                                                                           |                                                                                            | 30494    | |
| 17260             | Hochrad 71 (Lage) | O   | Altenteiler                                                                                                  | | 1898–1899                                                                      |                                                                                            | 30494    | BW |
| 17197 (352)       | Hochrad 74 (Lage) | O   | Schulgebäude                                                                                                 | Erziehungsinstitut Bockendahl | 1819                                                                           |                                                                                            |          | |
| 29430             | Hochrad gegenüber von Nr. 75 (Lage) | O   | Denkmal/Kriegerdenkmal (Kriegerdenkmal 1914/18)                                                              | Hochrad o.Nr., gegenüber von Nr., Kriegerdenkmal 1914/18, bestehend aus Natursteinmauer, Inschrifttafel, zwei Sitzbänken und zwei Bäumen | 20. Jh., 2. Drittel                                                            |                                                                                            |          | weitere Bilder |
| 17196             | Hohenzollernring 7 (Lage) | O   | Wohnhaus | | 1923                                                                           | Klophaus & Schoch (Klophaus, Rudolf/Schoch, August)                                        |          | BW |
| 29429 (879)       | Hohenzollernring 15 (Lage) | O   | Wohnhaus; Garten; Hecken; Einfriedung                                                                        | Wohnhaus mit Garten, Hecken und Einfriedung | 1923–1924                                                                      | Klophaus & Schoch (Klophaus, Rudolf/Schoch, August)                                        |          | |
| 30461             | Holmbrook 15, Maakenwerder Höft o.Nr., Övelgönne südlich Nr. 10, Elbe, Elbtunnel, Waltershof (Lage) | E   | | Elbtunnel zwischen Othmarschen und Waltershof |                                                                                |                                                                                            | 30461    | BW |
| 17179             | Holmbrook 15 (Lage) | O   | Tunnel/Lüfterbauwerk                                                                                         | Elbtunnel (Lüfterbauwerk Othmarschen) | 1968–1975                                                                      | Reimann, Horst                                                                             | 30461    | |
| 17186             | Holztwiete 4a (Lage) | O   | Wohnhaus | | 1937                                                                           | Bensel, Kamps & Amsinck (Bensel, Carl Gustav/Kamps, Johann/Amsinck, Heinrich)              |          | BW |
| 17193             | Holztwiete 6a (Lage) | O   | Wohnhaus | | 1880, nach (vermutl.); 1926/27 (Umbau)                                         | Nicht ermittelt (Umbau 1926/27 durch Gerson, Hans/Gerson, Oskar)                           |          | BW |
| 17192 (1332)      | Holztwiete 8 (Lage) | O   | Wohnhaus | | 1895                                                                           |                                                                                            |          | BW |
| 17195 (1298, 353) | Holztwiete 9 (Lage) | O   | Pförtnerhaus                                                                                                 | | 1830, um                                                                       |                                                                                            | 30445    | |
| 14754 (1918)      | Holztwiete 14 (Lage) | O   | Gewächshaus (Erdgewächshaus)                                                                                 | Gewächshaus | 19. Jh., spätes                                                                | Nicht ermittelbar                                                                          |          | BW |
| 17191 (1918)      | Holztwiete 14 (Lage) | O   | Wohnhaus | Wohnhaus Dr. Scholz | 1921–1923                                                                      | Gerson, Hans/Gerson, Oskar                                                                 |          | |
| 16650             | Holztwiete 16 (Lage) | O   | Wohnhaus | | 1908; 1909 (Umbau)                                                             | Nicht ermittelbar; Raabe & Wöhlecke (Raabe, Ludwig/Wöhlecke, Otto) (Umbau)                 |          | BW |
| 17194             | Holztwiete 25 (Lage) | O   | Pförtnerhaus                                                                                                 | | 1905                                                                           |                                                                                            | 30445    | BW |
| 30444             | Holztwiete o.Nr., Parkstraße 51, 53a, 53b, 53c, 53d, 55a, 55b, 55c, 55d, 57a, 57b, 57c, 57d, 61a, 61b (Lage) | E   | | Reemtsma-Park / Villa Reemtsma |                                                                                |                                                                                            | 30444    | BW |
| 16975 (1521)      | Holztwiete o.Nr. (Lage) | O   | Park | Reemtsma-Park | 1930                                                                           | Migge, Leberecht                                                                           | 30444    | BW |
| 14998             | Holztwiete westlich von Nr. 20 (Lage) | O   | Grenzstein                                                                                                   | Grenzstein „K.G.F.“ (Kanzleigut Flottbek) | 19. Jh. (nach 1829)                                                            |                                                                                            |          | BW |
| 30464             | Jungmannstraße 1, 3 (Lage) | E   | | Jungmannstraße 1-3 |                                                                                |                                                                                            | 30464    | BW |
| 17190 (701)       | Jungmannstraße 1 (Lage) | O   | Wohnhaus | Wohnhaus Dr. M. Zadik | 1913–1914                                                                      | Gerson, Hans/Gerson, Oskar                                                                 | 30464    | |
| 16648 (701)       | Jungmannstraße 3 (Lage) | O   | Wohnhaus | Landhaus S. Bondy | 1908/09                                                                        | Gerson, Hans/Gerson, Oskar                                                                 | 30464    | |
| 17198             | Jungmannstraße 5 (Lage) | O   | Wohnhaus | | 1909                                                                           | Behr & Eckmann (Behr, Hermann/Eckmann, Alfred)                                             |          | |
| 29428             | Jungmannstraße 41 (Lage) | O   | Wohnhaus; Remise; Verbindungsgang                                                                            | Wohnhaus mit Remise und Verbindungsgang | 1890; 1922 (Um- und Ausbau)                                                    | Winkler, Albert; Jacob & Ameis (Jacob, Alfred/Ameis, Otto) (Umbau und Hoftrakt)            |          | |
| 29427 (1398)      | Jürgensallee 134 (Lage) | O   | Wohnhaus; Garten                                                                                             | Gebäude mit Garten | 1927                                                                           | Gerson, Hans/Gerson, Oskar                                                                 |          | |
| 29426             | Klein Flottbeker Weg 1 (Lage) | O   | Wohnhaus; Garage                                                                                             | Wohnhaus mit Garage | 1923                                                                           | Wilkening, Hans                                                                            |          | BW |
| 30452             | Klein Flottbeker Weg 6, 6, Reventlowstraße 5 (Lage) | E   | | Klein Flottbeker Weg 6 / Reventlowstraße 5 |                                                                                |                                                                                            | 30452    | BW |
| 16574             | Klein Flottbeker Weg 6 (Lage) | O   | Wohnhaus | | 1911                                                                           | Gerson, Hans/Gerson, Oskar (Haus); Schnackenberg, Rudolf (Garten)                          | 30452    | BW |
| 39051             | Klein Flottbeker Weg 6 (Lage) | O   | Garten | Hausgarten Schnackenberg | 1911                                                                           | Schnackenberg, Rudolf                                                                      | 30452    | BW |
| 16575             | Klein Flottbeker Weg 41 (Lage) | O   | Wohnhaus | | 1935                                                                           | Gerson, Hans/Gerson, Oskar                                                                 |          | BW |
| 29425 (1175)      | Klein Flottbeker Weg 81 (Lage) | O   | Landhaus | Gebäude mit Ausstattung und Gartenbrunnen | 1923–1924                                                                      | Hallbauer, Wilhelm/Kabel, Erich                                                            |          | |
| 16573             | Klein Flottbeker Weg 82 (Lage) | O   | Wohnhaus | | 1916                                                                           | Elingius, Erich                                                                            |          | BW |
| 17474 (1538)      | Klein Flottbeker Weg 89 (Lage) | O   | Wohnhaus | | 1922                                                                           | Elingius, Erich                                                                            |          | |
| 17183             | Kuchelweg 8 (Lage) | O   | Wohnhaus | | 1912                                                                           |                                                                                            |          | |
| 16572             | Liebermannstraße 39a (Lage) | O   | Kiosk | | 1950er Jahre                                                                   |                                                                                            |          | BW |
| 29490             | Liebermannstraße neben Nr. 56 (Lage) | O   | Denkmal | Findling, Eisenzaun und Doppeleiche | 1898 (vermutl.)                                                                |                                                                                            |          | weitere Bilder |
| 30463             | Marxsenweg 2, 4 (Lage) | E   | | Marxsenweg 2, 4 |                                                                                |                                                                                            | 30463    | BW |
| 17181             | Marxsenweg 2 (Lage) | O   | Wohnhaus | | 1900, um                                                                       |                                                                                            | 30463    | |
| 17182             | Marxsenweg 4 (Lage) | O   | Wohnhaus | | 1900, um                                                                       |                                                                                            | 30463    | |
| 30465             | Marxsenweg 12, 15, 16, 17, 18 (Lage) | E   | | Marxsenweg 12, 15, 16, 17, 18 |                                                                                |                                                                                            | 30465    | BW |
| 28144 (1557)      | Marxsenweg 12 (Lage) | O   | Wohnhaus | | 1900, um                                                                       |                                                                                            | 30465    | |
| 16571 (1557)      | Marxsenweg 15 (Lage) | O   | Wohnhaus | | 1909                                                                           | Buck, Heinrich                                                                             | 30465    | |
| 16569             | Marxsenweg 16 (Lage) | O   | Wohnhaus | | 1909                                                                           | Buck, Heinrich                                                                             | 30465    | |
| 16570             | Marxsenweg 17 (Lage) | O   | Wohnhaus | | 1908                                                                           | Buck, Heinrich                                                                             | 30465    | |
| 17309             | Marxsenweg 18 (Lage) | O   | Wohnhaus (Pastorat (nach Umnutzung))                                                                         | | 1906                                                                           | Butenschön, Carl                                                                           | 30465    | |
| 30287             | Neumühlen 28, 29, 33, 34, 35, 36, 39, 40, 41, 42, 43, 44, 45, 46, 47, 48, 49, 50, 51, 52, 53, zwischen Nr. 35 und 36, Övelgönne 1, 3, 4a, 4b, 4c, 4d, 4e, 5, 5a, 6, 8, 9, 10, 11, 13, 14, 16, 17, 18, 19, 20, 21, 22, 23, 24, 25, 26, 26 Hinterhaus (östlich Nr. 27a), 27, 27a, 28, 29, 30, 31, 32, 33, 34, 35, 36, 37, 37a, 38, 39, 40, 41, 42, 43, 44, 45, 46, 47, 48, 49, 50, 51, 52, 53, 54, 55, 56, 57, 58, 59, 60, 61, 62, 63, 64, 65, 66, 67, 68, 69, 70, 71, 72, 73, 74, 75, 76, 77, 80, 81, 82, 83, 84, 85, 86, 88, 89, 90, 90a, 90b, 90c, 91, 92, 92a, 92b, 92c, 92d, 93, 94, 94a, 94b, 94c, 94d, 95, 95a, 95b, 95c, 95d, 96, 97, 99, 100, 101, 102, 103, 104, 106, 107, 108, 109, 110, 111, Schulberg 1, 2 (Lage) | E   | | Siedlung Neumühlen/Övelgönne |                                                                                |                                                                                            | 30287    | [[Vorlage:Bilderwunsch/code!/C:53.54488,9.90757!/D:Neumühlen 28, 29, 33, 34, 35, 36, 39, 40, 41, 42, 43, 44, 45, 46, 47, 48, 49, 50, 51, 52, 53, zwischen Nr. 35 und 36, Övelgönne 1, 3, 4a, 4b, 4c, 4d, 4e, 5, 5a, 6, 8, 9, 10, 11, 13, 14, 16, 17, 18, 19, 20, 21, 22, 23, 24, 25, 26, 26 Hinterhaus (östlich Nr. 27a), 27, 27a, 28, 29, 30, 31, 32, 33, 34, 35, 36, 37, 37a, 38, 39, 40, 41, 42, 43, 44, 45, 46, 47, 48, 49, 50, 51, 52, 53, 54, 55, 56, 57, 58, 59, 60, 61, 62, 63, 64, 65, 66, 67, 68, 69, 70, 71, 72, 73, 74, 75, 76, 77, 80, 81, 82, 83, 84, 85, 86, 88, 89, 90, 90a, 90b, 90c, 91, 92, 92a, 92b, 92c, 92d, 93, 94, 94a, 94b, 94c, 94d, 95, 95a, 95b, 95c, 95d, 96, 97, 99, 100, 101, 102, 103, 104, 106, 107, 108, 109, 110, 111, Schulberg 1, 2!/\|BW]] |
| 16649             | Ohnsorgweg 7 (Lage) | O   | Kate | | 19. Jh., 1. Hälfte                                                             |                                                                                            |          | |
| 17320             | Ohnsorgweg 9 (Lage) | O   | Kate | | 19. Jh., 1. Hälfte                                                             |                                                                                            |          | |
| 30458             | Otto-Ernst-Straße 1, Parkstraße 1a (Lage) | E   | | Parkstraße 1a / Otto-Ernst-Straße 1 |                                                                                |                                                                                            | 30458    | BW |
| 17073             | Otto-Ernst-Straße 1 (Lage) | O   | Wohnhaus | | 1900, um                                                                       |                                                                                            | 30458    | |
| 17187             | Otto-Ernst-Straße 10 (Lage) | O   | Wohnhaus | | 1900, um                                                                       |                                                                                            | 30459    | |
| 17319             | Otto-Ernst-Straße 17 (Lage) | O   | Wohnhaus | | 1900, um                                                                       |                                                                                            |          | |
| 29321             | Otto-Ernst-Straße 34 (Lage) | O   | Schulanlage (Schulgebäude; Spolie (Portal Vorgängerbau 18. Jh.); Unterstand; Sportplatz; u. a.)              | Christianeum, Schulanlage mit Schulgebäude (einschl. der beweglichen historischen Ausstattung), dem Portal des Vorgängerbaus des 18. Jahrhunderts, der weiteren künstlerischen Ausstattung, dem Unterstand nach Nordosten, den umgebenden gepflasterten bzw. gärtnerisch gestalteten Flächen, Treppen, Böschungen sowie dem Sportplatz an der Ostseite | 1968–70 (nach Vorentwürfen ab 1965)                                            | Jacobsen & Weitling (Jacobsen, Arne/Weitling, Otto) (Bauleitung Atmer & Marlow)            |          | BW |
| 17078             | Övelgönne 3 (Lage) | O   | Reihenhaus                                                                                                   | | 1967/68                                                                        | Nissen, Godber                                                                             | 30287    | BW |
| 17077             | Övelgönne 4a (Lage) | O   | Reihenhaus                                                                                                   | | 1967/68                                                                        | Nissen, Godber                                                                             | 30287    | BW |
| 17321             | Övelgönne 4b (Lage) | O   | Reihenhaus                                                                                                   | | 1967/68                                                                        | Nissen, Godber                                                                             | 30287    | BW |
| 17076             | Övelgönne 4c (Lage) | O   | Reihenhaus                                                                                                   | | 1967/68                                                                        | Nissen, Godber                                                                             | 30287    | BW |
| 17075             | Övelgönne 4d (Lage) | O   | Reihenhaus                                                                                                   | | 1967/68                                                                        | Nissen, Godber                                                                             | 30287    | BW |
| 17088             | Övelgönne 4e (Lage) | O   | Reihenhaus                                                                                                   | | 1967/68                                                                        | Nissen, Godber                                                                             | 30287    | BW |
| 17071             | Övelgönne 5 (Lage) | O   | Wohngebäude                                                                                                  | | 1967/68                                                                        | Nissen, Godber                                                                             | 30287    | BW |
| 38976             | Övelgönne 5a (Lage) | O   | Wohngebäude                                                                                                  | | 2001                                                                           | Bernstorff, Godber von                                                                     | 30287    | BW |
| 17085             | Övelgönne 6 (Lage) | O   | Wohnhaus | | 1977 (Wiederaufbau in Kubatur eines älteren Gebäudes aus dem 18. Jahrhundert)  | Nicht ermittelt                                                                            | 30287    | BW |
| 17210             | Övelgönne 8 (Lage) | O   | Wohnhaus | | 1910, um                                                                       | nicht ermittelt                                                                            | 30287    | BW |
| 17318 (1340)      | Övelgönne 9 (Lage) | O   | Wohnhaus; Garten; Hofplatz; Einfriedung                                                                      | | 1902                                                                           | Karnatz, Adolf                                                                             | 30287    | |
| 17209             | Övelgönne 10 (Lage) | O   | Wohnhaus | | 1903                                                                           | Westphal, Julius                                                                           | 30287    | BW |
| 17317 (1404)      | Övelgönne 11 (Lage) | O   | Wohnhaus; Garten; Hofplatz; Einfriedung                                                                      | | 1898                                                                           | Karnatz, Adolf                                                                             | 30287    | |
| 17316 (546)       | Övelgönne 13 (Lage) | O   | Wohnwirtschaftsgebäude (Fachhallenhaus)                                                                      | | 18. Jh. (vermutl.); 1903 (Umbau); 1949 (Umbau)                                 | nicht ermittelt (Umbau 1903 C. Töpper, Umbau 1949 Hans Mütel)                              | 30287    | |
| 17208             | Övelgönne 14 (Lage) | O   | Wohnhaus | | 1937                                                                           | Mütel, Hans                                                                                | 30287    | BW |
| 17207             | Övelgönne 16 (Lage) | O   | Wohnhaus | | 1867, vor                                                                      |                                                                                            | 30287    | BW |
| 17206             | Övelgönne 17 (Lage) | O   | Wohnhaus | | 19. Jh.; 1894/95 (Umbau)                                                       | Nicht ermittelt; Liebel, H.                                                                | 30287    | BW |
| 17365             | Övelgönne 18 (Lage) | O   | Wohnhaus | | 1960                                                                           |                                                                                            | 30287    | BW |
| 17364             | Övelgönne 19 (Lage) | O   | Wohnhaus | | 1856; 1935, (Umbau)                                                            |                                                                                            | 30287    | BW |
| 17363             | Övelgönne 20 (Lage) | O   | Wohngebäude (Hinterhaus)                                                                                     | | 1857                                                                           |                                                                                            | 30287    | BW |
| 17362             | Övelgönne 21 (Lage) | O   | Wohnhaus | | 19. Jh., Ende; 1953 (Aufstockung)                                              |                                                                                            | 30287    | BW |
| 17361             | Övelgönne 22 (Lage) | O   | Wohnhaus | | 19. Jh., Ende                                                                  |                                                                                            | 30287    | BW |
| 17315             | Övelgönne 23 (Lage) | O   | Wohnhaus | | 1903; 1956 (Umbau)                                                             | Nicht ermittelt; Kallmorgen, Werner (Umbau)                                                | 30287    | BW |
| 17360             | Övelgönne 24 (Lage) | O   | Wohnhaus | | 1905, um                                                                       |                                                                                            | 30287    | BW |
| 17345 (1053)      | Övelgönne 25 (Lage) | O   | Gärtnerhaus; Taubenhaus/Gerätehaus                                                                           | | 19. Jh., Ende                                                                  | Petersen, Albert                                                                           | 30287    | BW |
| 17358             | Övelgönne 26 (Lage) | O   | Wohnhaus | | 1857                                                                           |                                                                                            | 30287    | BW |
| 38903             | Övelgönne 26 Hinterhaus (östlich Nr. 27a) (Lage) | O   | Gebäude | | 19. Jh.                                                                        |                                                                                            | 30287    | BW |
| 17211             | Övelgönne 27, 28 (Lage) | O   | Doppelhaus                                                                                                   | | 1723 (vermutl.)                                                                |                                                                                            | 30287    | BW |
| 17356             | Övelgönne 27a (Lage) | O   | Wohngebäude (Hinterhaus)                                                                                     | | 1990er                                                                         |                                                                                            | 30287    | BW |
| 17355             | Övelgönne 29 (Lage) | O   | Wohngebäude (Hinterhaus)                                                                                     | | 18. Jh., spätes/19. Jh., 1. Hälfte                                             |                                                                                            | 30287    | BW |
| 17354             | Övelgönne 30, 31 (Lage) | O   | Doppelhaus                                                                                                   | | 1861                                                                           |                                                                                            | 30287    | BW |
| 17353             | Övelgönne 32 (Lage) | O   | Wohnhaus | | 1867, vor                                                                      |                                                                                            | 30287    | BW |
| 17352             | Övelgönne 33 (Lage) | O   | Wohngebäude (Hinterhaus)                                                                                     | | 1867, vor                                                                      |                                                                                            | 30287    | BW |
| 17351             | Övelgönne 34 (Lage) | O   | Wohnhaus (Reihenhaus, Doppelhaushälfte)                                                                      | | 1862                                                                           |                                                                                            | 30287    | BW |
| 17350             | Övelgönne 35 (Lage) | O   | Wohnhaus (Reihenhaus, Doppelhaushälfte)                                                                      | | 1862                                                                           |                                                                                            | 30287    | BW |
| 17349             | Övelgönne 36, 37 (Lage) | O   | Wohnhaus (Reihenhaus, Doppelhaus)                                                                            | | 1858                                                                           |                                                                                            | 30287    | BW |
| 17084             | Övelgönne 37a (Lage) | O   | Wohngebäude Hinterhaus                                                                                       | | 1858                                                                           | Nicht ermittelt                                                                            | 30287    | BW |
| 18190             | Övelgönne 38 (Lage) | O   | Gasthaus | | 1895 (Ausbau)                                                                  |                                                                                            | 30287    | BW |
| 18189             | Övelgönne 39 (Lage) | O   | Wohnhaus | | 1890, um                                                                       |                                                                                            | 30287    | BW |
| 18188 (470)       | Övelgönne 40 (Lage) | O   | Wohnhaus (Reihenhaus)                                                                                        | | 18. Jh., 1. Hälfte (zwischen 1725 und 1739); 1902 (Anbau); 1955 (Dachausbau)   | nicht ermittelbar                                                                          | 30287    | |
| 29083 (470)       | Övelgönne 41 (Lage) | O   | Wohnhaus (Reihenhaus)                                                                                        | | 18. Jh., 1. Hälfte (zwischen 1725 und 1739); 1902 (Anbau); 1955 (Dachausbau)   | nicht ermittelbar                                                                          | 30287    | BW |
| 17314 (471)       | Övelgönne 42 (Lage) | O   | Wohnhaus (Reihenhaus)                                                                                        | | 18. Jh., 1. Hälfte (zwischen 1725 und 1739); 1902 (Anbau)                      | nicht ermittelbar                                                                          | 30287    | |
| 17313 (472)       | Övelgönne 43 (Lage) | O   | Wohnhaus (Reihenhaus)                                                                                        | | 18. Jh., 1. Hälfte (zwischen 1725 und 1739); 19. Jh. (Umbau); 1902 (Anbau)     | nicht ermittelbar                                                                          | 30287    | |
| 18187             | Övelgönne 44 (Lage) | O   | Wohnhaus | | 1894                                                                           | Schaar & Hintzpeter (Schaar, Adolf/Hintzpeter, Cäsar L.)                                   | 30287    | BW |
| 18186             | Övelgönne 45 (Lage) | O   | Wohngebäude (Hinterhaus)                                                                                     | | 19. Jh., 1. Hälfte                                                             |                                                                                            | 30287    | BW |
| 17312 (471, 976)  | Övelgönne 46 (Lage) | O   | Wohnhaus | | 1830, um                                                                       |                                                                                            | 30287    | |
| 17311 (473)       | Övelgönne 47, 48 (Lage) | O   | Doppelhaus                                                                                                   | | 1800, um                                                                       | nicht ermittelt                                                                            | 30287    | |
| 17199 (652)       | Övelgönne 49 (Lage) | O   | Wohnhaus | | 1802; 1900, um (Umbau)                                                         | Nicht ermittelt                                                                            | 30287    | |
| 18122             | Övelgönne 50, 51 (Lage) | O   | Doppelhaus                                                                                                   | | 1839                                                                           |                                                                                            | 30287    | BW |
| 18184             | Övelgönne 52 (Lage) | O   | Etagenhaus                                                                                                   | | 1901                                                                           |                                                                                            | 30287    | BW |
| 18196             | Övelgönne 53 (Lage) | O   | Wohnhaus | | 1955                                                                           |                                                                                            | 30287    | BW |
| 17310 (474)       | Övelgönne 54 (Lage) | O   | Wohnhaus (Doppelhaushälfte)                                                                                  | | 1830, um                                                                       |                                                                                            | 30287    | |
| 17322 (475)       | Övelgönne 55 (Lage) | O   | Wohnhaus (Doppelhaushälfte)                                                                                  | | 1830, um                                                                       |                                                                                            | 30287    | |
| 18182             | Övelgönne 56 (Lage) | O   | Wohngebäude (Hinterhaus)                                                                                     | | 19. Jh.                                                                        |                                                                                            | 30287    | BW |
| 17308 (476)       | Övelgönne 57, 58 (Lage) | O   | Doppelhaus                                                                                                   | | 18. Jh.                                                                        |                                                                                            | 30287    | |
| 18130             | Övelgönne 59 (Lage) | O   | Wohnhaus | | 1900, um                                                                       |                                                                                            | 30287    | BW |
| 18129             | Övelgönne 60 (Lage) | O   | Wohnhaus | | 1912                                                                           | Loose, Emil                                                                                | 30287    | BW |
| 18128             | Övelgönne 61 (Lage) | O   | Wohngebäude (Hinterhaus)                                                                                     | | 1848 (vermutl.)                                                                |                                                                                            | 30287    | BW |
| 18127             | Övelgönne 62, 63 (Lage) | O   | Doppelhaus                                                                                                   | | 1847/48                                                                        |                                                                                            | 30287    | BW |
| 18126 (1576)      | Övelgönne 64 (Lage) | O   | Wohnhaus (Vorderhaus, mit Veranda); Einfriedung; Vorgarten; Hoffläche (rückwärtig); Wohngebäude (Hinterhaus) | | 1867, vor                                                                      |                                                                                            | 30287    | |
| 17307 (477)       | Övelgönne 65, 66 (Lage) | O   | Doppelwohnhaus                                                                                               | | 1709–12                                                                        | nicht ermittelt                                                                            | 30287    | |
| 17306 (478)       | Övelgönne 67, 68 (Lage) | O   | Doppelhaus                                                                                                   | | 1838                                                                           |                                                                                            | 30287    | |
| 18125             | Övelgönne 69 (Lage) | O   | Wohnhaus | | 19. Jh., Mitte                                                                 |                                                                                            | 30287    | BW |
| 18124             | Övelgönne 70 (Lage) | O   | Wohnhaus | | 1973 (Neubau)                                                                  |                                                                                            | 30287    | BW |
| 18123             | Övelgönne 71 (Lage) | O   | Wohnhaus | | 18. Jh.; 1943, nach (Wiederaufbau)                                             |                                                                                            | 30287    | BW |
| 17305 (479)       | Övelgönne 72 (Lage) | O   | Reihenhaus                                                                                                   | | 1729–1756                                                                      |                                                                                            | 30287    | BW |
| 17304 (479)       | Övelgönne 73 (Lage) | O   | Reihenhaus                                                                                                   | | 1729–1756                                                                      |                                                                                            | 30287    | BW |
| 17205 (479)       | Övelgönne 74 (Lage) | O   | Reihenhaus                                                                                                   | | 1729–1756                                                                      |                                                                                            | 30287    | BW |
| 17204 (479)       | Övelgönne 75 (Lage) | O   | Reihenhaus                                                                                                   | | 1729–1756                                                                      |                                                                                            | 30287    | BW |
| 18205             | Övelgönne 76 (Lage) | O   | Wohnhaus | | 1931; 1945                                                                     |                                                                                            | 30287    | BW |
| 18133             | Övelgönne 77 (Lage) | O   | Wohnhaus | | 1977, nach                                                                     |                                                                                            | 30287    | BW |
| 18185             | Övelgönne 80 (Lage) | O   | Wohnhaus | | 1867, nach                                                                     |                                                                                            | 30287    | BW |
| 18143             | Övelgönne 81 (Lage) | O   | Wohnhaus | | 1867, nach                                                                     |                                                                                            | 30287    | BW |
| 18142             | Övelgönne 82 (Lage) | O   | Wohnhaus | | 1867, nach                                                                     |                                                                                            | 30287    | BW |
| 17348             | Övelgönne 83 (Lage) | O   | Wohnhaus | | 1867, vor                                                                      |                                                                                            | 30287    | BW |
| 17347             | Övelgönne 84 (Lage) | O   | Wohngebäude (Hinterhaus)                                                                                     | | 1867, nach                                                                     |                                                                                            | 30287    | BW |
| 17346             | Övelgönne 85, 86 (Lage) | O   | Doppelhaus                                                                                                   | | 1861                                                                           |                                                                                            | 30287    | BW |
| 17203 (480, 481)  | Övelgönne 88, 89 (Lage) | O   | Doppelhaus                                                                                                   | | 1792, vor                                                                      |                                                                                            | 30287    | |
| 17369             | Övelgönne 90 (Lage) | O   | Reihenhaus                                                                                                   | | 1977                                                                           | Brandi, Bruno/Wilkens, Peter H.                                                            | 30287    | BW |
| 17371             | Övelgönne 90a (Lage) | O   | Reihenhaus                                                                                                   | | 1977                                                                           | Brandi, Bruno/Wilkens, Peter H.                                                            | 30287    | BW |
| 17359             | Övelgönne 90b (Lage) | O   | Reihenhaus                                                                                                   | | 1977                                                                           | Brandi, Bruno/Wilkens, Peter H.                                                            | 30287    | BW |
| 17382             | Övelgönne 90c (Lage) | O   | Reihenhaus                                                                                                   | | 1977                                                                           | Brandi, Bruno/Wilkens, Peter H.                                                            | 30287    | BW |
| 17381             | Övelgönne 91 (Lage) | O   | Reihenhaus                                                                                                   | | 1977                                                                           | Brandi, Bruno/Wilkens, Peter H.                                                            | 30287    | BW |
| 17380             | Övelgönne 92 (Lage) | O   | Reihenhaus                                                                                                   | | 1977                                                                           | Brandi, Bruno/Wilkens, Peter H.                                                            | 30287    | BW |
| 17379             | Övelgönne 92a (Lage) | O   | Reihenhaus                                                                                                   | | 1977                                                                           | Brandi, Bruno/Wilkens, Peter H.                                                            | 30287    | BW |
| 17378             | Övelgönne 92b (Lage) | O   | Reihenhaus                                                                                                   | | 1977                                                                           | Brandi, Bruno/Wilkens, Peter H.                                                            | 30287    | BW |
| 17377             | Övelgönne 92c (Lage) | O   | Reihenhaus                                                                                                   | | 1977                                                                           | Brandi, Bruno/Wilkens, Peter H.                                                            | 30287    | BW |
| 17376             | Övelgönne 92d (Lage) | O   | Reihenhaus                                                                                                   | | 1977                                                                           | Brandi, Bruno/Wilkens, Peter H.                                                            | 30287    | BW |
| 17375             | Övelgönne 93 (Lage) | O   | Reihenhaus                                                                                                   | | 1977                                                                           | Brandi, Bruno/Wilkens, Peter H.                                                            | 30287    | BW |
| 17374             | Övelgönne 94 (Lage) | O   | Reihenhaus                                                                                                   | | 1977                                                                           | Brandi, Bruno/Wilkens, Peter H.                                                            | 30287    | BW |
| 17373             | Övelgönne 94a (Lage) | O   | Reihenhaus                                                                                                   | | 1977                                                                           | Brandi, Bruno/Wilkens, Peter H.                                                            | 30287    | BW |
| 17372             | Övelgönne 94b (Lage) | O   | Reihenhaus                                                                                                   | | 1977                                                                           | Brandi, Bruno/Wilkens, Peter H.                                                            | 30287    | BW |
| 17212             | Övelgönne 94c (Lage) | O   | Reihenhaus                                                                                                   | | 1977                                                                           | Brandi, Bruno/Wilkens, Peter H.                                                            | 30287    | BW |
| 17370             | Övelgönne 94d (Lage) | O   | Reihenhaus                                                                                                   | | 1977                                                                           | Brandi, Bruno/Wilkens, Peter H.                                                            | 30287    | BW |
| 17384             | Övelgönne 95 (Lage) | O   | Reihenhaus                                                                                                   | | 1977                                                                           | Brandi, Bruno/Wilkens, Peter H.                                                            | 30287    | BW |
| 17368             | Övelgönne 95a (Lage) | O   | Reihenhaus                                                                                                   | | 1977                                                                           | Brandi, Bruno/Wilkens, Peter H.                                                            | 30287    | BW |
| 17367             | Övelgönne 95b (Lage) | O   | Reihenhaus                                                                                                   | | 1977                                                                           | Brandi, Bruno/Wilkens, Peter H.                                                            | 30287    | BW |
| 17366             | Övelgönne 95c (Lage) | O   | Reihenhaus                                                                                                   | | 1977                                                                           | Brandi, Bruno/Wilkens, Peter H.                                                            | 30287    | BW |
| 17220             | Övelgönne 95d (Lage) | O   | Reihenhaus                                                                                                   | | 1977                                                                           | Brandi, Bruno/Wilkens, Peter H.                                                            | 30287    | BW |
| 17219             | Övelgönne 96, 97 (Lage) | O   | Doppelhaus                                                                                                   | | 1802–1867, zwischen                                                            |                                                                                            | 30287    | BW |
| 17218             | Övelgönne 99, 100 (Lage) | O   | Doppelhaus                                                                                                   | | 1792, vor                                                                      |                                                                                            | 30287    | BW |
| 17217 (1576)      | Övelgönne 101 (Lage) | O   | Wohnhaus | | 1867–1903, zwischen; 1903 (Umbau)                                              | Otte, Gustav (Umbau)                                                                       | 30287    | BW |
| 17216             | Övelgönne 102 (Lage) | O   | Wohnhaus | | 1867–1903, zwischen; 1903 (Umbau)                                              | Otte, Gustav (Umbau)                                                                       | 30287    | BW |
| 17215             | Övelgönne 103 (Lage) | O   | Wohnhaus (Sommerhaus)                                                                                        | | 1880, ca.                                                                      |                                                                                            | 30287    | BW |
| 17214             | Övelgönne 104 (Lage) | O   | Wohnhaus | | 1890, um                                                                       |                                                                                            | 30287    | BW |
| 17213             | Övelgönne 106 (Lage) | O   | Wohnhaus | | 1901                                                                           | Ott, August                                                                                | 30287    | BW |
| 17343 (1576)      | Övelgönne 107 (Lage) | O   | Wohnhaus | | 18. Jh., Ende/19. Jh., Anfang                                                  |                                                                                            | 30287    | BW |
| 15297 (1576)      | Övelgönne 108 (Lage) | O   | Wohnhaus | | 18. Jh., Ende/19. Jh., Anfang                                                  |                                                                                            | 30287    | BW |
| 17357 (1576)      | Övelgönne 109 (Lage) | O   | Wohnhaus | | 18. Jh., Ende/19. Jh., Anfang                                                  |                                                                                            | 30287    | BW |
| 17087 (1576)      | Övelgönne 110 (Lage) | O   | Wohnhaus | | 18. Jh., Ende/19. Jh., Anfang                                                  |                                                                                            | 30287    | BW |
| 17086 (1576)      | Övelgönne 111 (Lage) | O   | Wohnhaus | | 18. Jh., Ende/19. Jh., Anfang                                                  |                                                                                            | 30287    | BW |
| 17178             | Övelgönne südlich Nr. 10 (Lage) | O   | Tunnel/Lüfterbauwerk                                                                                         | Elbtunnel (Lüfterbauwerk Övelgönne) | 1968–1975                                                                      | Nissen, Godber                                                                             | 30461    | |
| 17177             | Parkstraße 1a (Lage) | O   | Wohnhaus | | 1900, um                                                                       |                                                                                            | 30458    | |
| 30457             | Parkstraße 7, 8, 9 (Lage) | E   | | Parkstraße 7-9 |                                                                                |                                                                                            | 30457    | BW |
| 17202             | Parkstraße 7 (Lage) | O   | Wohnhaus | | 1900, um                                                                       |                                                                                            | 30457    | BW |
| 17070             | Parkstraße 8 (Lage) | O   | Wohnhaus | | 1900, um                                                                       |                                                                                            | 30457    | |
| 17201             | Parkstraße 9 (Lage) | O   | Wohnhaus | | 1890, um                                                                       |                                                                                            | 30457    | |
| 17200             | Parkstraße 11 (Lage) | O   | Wohnhaus | | 1902                                                                           | Raabe & Wöhlecke (Raabe, Ludwig/Wöhlecke, Otto)                                            |          | |
| 30454             | Parkstraße 25, 28, 30, 32, 34 (Lage) | E   | | Parkstraße 25, 28- 34 |                                                                                |                                                                                            | 30454    | |
| 17188             | Parkstraße 25 (Lage) | O   | Wohnhaus | | 1900, um                                                                       |                                                                                            | 30454    | |
| 17069             | Parkstraße 28 (Lage) | O   | Wohnhaus | | 1906; 1933 (Umbau)                                                             | Lorenzen, Fernando/Stehn, Edmund; Kallmorgen, Werner (Umbau)                               | 30454    | |
| 17068 (1631)      | Parkstraße 30 (Lage) | O   | Wohnhaus | | 1907                                                                           | Lorenzen, Fernando/Stehn, Edmund                                                           | 30454    | |
| 17061 (1631)      | Parkstraße 32 (Lage) | O   | Wohnhaus | | 1911/12                                                                        | Lorenzen, Fernando/Stehn, Edmund                                                           | 30454    | |
| 17067 (1631)      | Parkstraße 34 (Lage) | O   | Wohnhaus | Landhaus Horn | 1911/12                                                                        | Lorenzen, Fernando/Stehn, Edmund                                                           | 30454    | |
| 30456             | Parkstraße 35, 36 (Lage) | E   | | Parkstraße 35, 36 |                                                                                |                                                                                            | 30456    | BW |
| 17066             | Parkstraße 35 (Lage) | O   | Wohnhaus | | 1913                                                                           | Klingenberg, Erich                                                                         | 30456    | |
| 16647             | Parkstraße 36 (Lage) | O   | Wohnhaus | | 1911/12                                                                        | Lorenzen, Fernando/Stehn, Edmund                                                           | 30456    | BW |
| 30455             | Parkstraße 40, 42 (Lage) | E   | | Parkstraße 40, 42 |                                                                                |                                                                                            | 30455    | BW |
| 17065             | Parkstraße 40 (Lage) | O   | Wohnhaus | | 1907                                                                           | Lorenzen, Fernando/Stehn, Edmund                                                           | 30455    | |
| 17176             | Parkstraße 42 (Lage) | O   | Wohnhaus | | 1900, um                                                                       |                                                                                            | 30455    | |
| 16974 (1521)      | Parkstraße 51 (Lage) | O   | Park | Reemtsma-Park | 1930                                                                           | Migge, Leberecht                                                                           | 30444    | BW |
| 17083 (1521)      | Parkstraße 51 (Lage) | O   | Wohnhaus; Verwaltungsgebäude; Pförtnerhaus; Grünanlage                                                       | Villa Reemtsma | 1930–31; 1939–1940 (Umbau); 1953 (Erweiterung und Umgestaltung als Firmensitz) | Elsässer, Martin (1930–1931); Elsässer, Martin (1939–1940); Nissen, Godber (1953)          | 30444    | BW |
| 28579 (1521)      | Parkstraße 53a (Lage) | O   | Wohnhaus; Verwaltungsgebäude; Pförtnerhaus; Grünanlage                                                       | Villa Reemtsma | 1930–31; 1939–1940 (Umbau); 1953 (Erweiterung und Umgestaltung als Firmensitz) | Elsässer, Martin (1930–1931); Elsässer, Martin (1939–1940); Nissen, Godber (1953)          | 30444    | BW |
| 28580 (1521)      | Parkstraße 53b (Lage) | O   | Wohnhaus; Verwaltungsgebäude; Pförtnerhaus; Grünanlage                                                       | Villa Reemtsma | 1930–31; 1939–1940 (Umbau); 1953 (Erweiterung und Umgestaltung als Firmensitz) | Elsässer, Martin (1930–1931); Elsässer, Martin (1939–1940); Nissen, Godber (1953)          | 30444    | BW |
| 28581 (1521)      | Parkstraße 53c (Lage) | O   | Wohnhaus; Verwaltungsgebäude; Pförtnerhaus; Grünanlage                                                       | Villa Reemtsma | 1930–31; 1939–1940 (Umbau); 1953 (Erweiterung und Umgestaltung als Firmensitz) | Elsässer, Martin (1930–1931); Elsässer, Martin (1939–1940); Nissen, Godber (1953)          | 30444    | BW |
| 28582 (1521)      | Parkstraße 53d (Lage) | O   | Wohnhaus; Verwaltungsgebäude; Pförtnerhaus; Grünanlage                                                       | Villa Reemtsma | 1930–31; 1939–1940 (Umbau); 1953 (Erweiterung und Umgestaltung als Firmensitz) | Elsässer, Martin (1930–1931); Elsässer, Martin (1939–1940); Nissen, Godber (1953)          | 30444    | BW |
| 28583 (1521)      | Parkstraße 55a (Lage) | O   | Wohnhaus; Verwaltungsgebäude; Pförtnerhaus; Grünanlage                                                       | Villa Reemtsma | 1930–31; 1939–1940 (Umbau); 1953 (Erweiterung und Umgestaltung als Firmensitz) | Elsässer, Martin (1930–1931); Elsässer, Martin (1939–1940); Nissen, Godber (1953)          | 30444    | BW |
| 28584 (1521)      | Parkstraße 55b (Lage) | O   | Wohnhaus; Verwaltungsgebäude; Pförtnerhaus; Grünanlage                                                       | Villa Reemtsma | 1930–31; 1939–1940 (Umbau); 1953 (Erweiterung und Umgestaltung als Firmensitz) | Elsässer, Martin (1930–1931); Elsässer, Martin (1939–1940); Nissen, Godber (1953)          | 30444    | BW |
| 28585 (1521)      | Parkstraße 55c (Lage) | O   | Wohnhaus; Verwaltungsgebäude; Pförtnerhaus; Grünanlage                                                       | Villa Reemtsma | 1930–31; 1939–1940 (Umbau); 1953 (Erweiterung und Umgestaltung als Firmensitz) | Elsässer, Martin (1930–1931); Elsässer, Martin (1939–1940); Nissen, Godber (1953)          | 30444    | BW |
| 28586 (1521)      | Parkstraße 55d (Lage) | O   | Wohnhaus; Verwaltungsgebäude; Pförtnerhaus; Grünanlage                                                       | Villa Reemtsma | 1930–31; 1939–1940 (Umbau); 1953 (Erweiterung und Umgestaltung als Firmensitz) | Elsässer, Martin (1930–1931); Elsässer, Martin (1939–1940); Nissen, Godber (1953)          | 30444    | BW |
| 28587 (1521)      | Parkstraße 57a (Lage) | O   | Wohnhaus; Verwaltungsgebäude; Pförtnerhaus; Grünanlage                                                       | Villa Reemtsma | 1930–31; 1939–1940 (Umbau); 1953 (Erweiterung und Umgestaltung als Firmensitz) | Elsässer, Martin (1930–1931); Elsässer, Martin (1939–1940); Nissen, Godber (1953)          | 30444    | BW |
| 28588 (1521)      | Parkstraße 57b (Lage) | O   | Wohnhaus; Verwaltungsgebäude; Pförtnerhaus; Grünanlage                                                       | Villa Reemtsma | 1930–31; 1939–1940 (Umbau); 1953 (Erweiterung und Umgestaltung als Firmensitz) | Elsässer, Martin (1930–1931); Elsässer, Martin (1939–1940); Nissen, Godber (1953)          | 30444    | BW |
| 28589 (1521)      | Parkstraße 57c (Lage) | O   | Wohnhaus; Verwaltungsgebäude; Pförtnerhaus; Grünanlage                                                       | Villa Reemtsma | 1930–31; 1939–1940 (Umbau); 1953 (Erweiterung und Umgestaltung als Firmensitz) | Elsässer, Martin (1930–1931); Elsässer, Martin (1939–1940); Nissen, Godber (1953)          | 30444    | BW |
| 28590 (1521)      | Parkstraße 57d (Lage) | O   | Wohnhaus; Verwaltungsgebäude; Pförtnerhaus; Grünanlage                                                       | Villa Reemtsma | 1930–31; 1939–1940 (Umbau); 1953 (Erweiterung und Umgestaltung als Firmensitz) | Elsässer, Martin (1930–1931); Elsässer, Martin (1939–1940); Nissen, Godber (1953)          | 30444    | BW |
| 28591 (1521)      | Parkstraße 61a (Lage) | O   | Wohnhaus; Verwaltungsgebäude; Pförtnerhaus; Grünanlage                                                       | Villa Reemtsma | 1930–31; 1939–1940 (Umbau); 1953 (Erweiterung und Umgestaltung als Firmensitz) | Elsässer, Martin (1930–1931); Elsässer, Martin (1939–1940); Nissen, Godber (1953)          | 30444    | BW |
| 28592 (1521)      | Parkstraße 61b (Lage) | O   | Wohnhaus; Verwaltungsgebäude; Pförtnerhaus; Grünanlage                                                       | Villa Reemtsma | 1930–31; 1939–1940 (Umbau); 1953 (Erweiterung und Umgestaltung als Firmensitz) | Elsässer, Martin (1930–1931); Elsässer, Martin (1939–1940); Nissen, Godber (1953)          | 30444    | BW |
| 29424             | Paul-Ehrlich-Straße 1 (Lage) | O   | Krankenhaus                                                                                                  | Krankenhaus mit Kapelle, Nebengebäuden, Park und Brunnen | 1961–1970                                                                      | Kallmorgen, Werner                                                                         |          | weitere Bilder |
| 39017             | Philosophenweg 12 | E   | | Philosophenweg 12 |                                                                                |                                                                                            | 39017    | |
| 23101 (1829)      | Philosophenweg 12 (Lage) | O   | Villa; Garage („Auto-Remise“)                                                                                | | 1904 (Villa); 1904 (Garage)                                                    | Loose, Emil                                                                                | 39017    | |
| 29422 (1042, 393) | Philosophenweg 18 (Lage) | O   | Wohnhaus; Garten                                                                                             | Gebäude mit Garten | 1806; 1871                                                                     | Hansen, Christian F.                                                                       |          | |
| 29423             | Philosophenweg 29 (Lage) | O   | Wohnstift (Stiftsgebäude; u. a.)                                                                             | Betty-Stift mit drei Gebäuden auf dem Grundstück | 1904/05                                                                        | Raabe & Wöhlecke (Raabe, Ludwig/Wöhlecke, Otto)                                            |          | |
| 17064 (1035)      | Philosophenweg 33 (Lage) | O   | Einfamilienhaus                                                                                              | Bauherr Louis Carl Oetker, Bruder von Dr. August Oetker, Inhaber der 1870 in Altona gegründete Marzipan- und Marmeladenfabrik | 1907–1908                                                                      | Christens, F.                                                                              |          | |
| 17053             | Reventlowstraße 5 (Lage) | O   | Wohnhaus | Haus Möller | 1911                                                                           | Elingius, Erich (Haus); Schnackenberg, Rudolf (Garten)                                     | 30452    | BW |
| 17062             | Reventlowstraße 19 (Lage) | O   | Wohnhaus | | 1896; 1936 (Umbau)                                                             | Westphal, Otto                                                                             |          | BW |
| 17072 (1525)      | Reventlowstraße 21 (Lage) | O   | Wohnhaus | | 1913                                                                           | Fink, Eugen                                                                                |          | |
| 17060 (1543)      | Reventlowstraße 23 (Lage) | O   | Wohnhaus | | 1913                                                                           |                                                                                            |          | |
| 17059             | Reventlowstraße 24 (Lage) | O   | Wohnhaus | | 1908                                                                           | Elingius, Erich                                                                            |          | BW |
| 29421             | Roosens Weg 28 (Lage) | O   | Kirchengebäude; Pastorat (Anbau)                                                                             | Christuskirche, Kirchengebäude mit angebautem Pastorat | 1899–1900; 1955 ff. (Gemeindesaal)                                             | Petersen, Albert; Elingius & Schramm (Gemeindesaal)                                        |          | |
| 18132             | Schulberg 1 (Lage) | O   | Wohnhaus | | 19. Jh., Mitte                                                                 |                                                                                            | 30287    | BW |
| 18131             | Schulberg 2 (Lage) | O   | Wohnhaus | | 19. Jh., Ende                                                                  |                                                                                            | 30287    | BW |
| 17057 (1301)      | Schulberg 6 (Lage) | O   | Schule | | 1743, um; 1903                                                                 |                                                                                            |          | |
| 17056             | Schulberg o.Nr. (Lage) | O   | Kriegerdenkmal (Kriegerdenkmal 1914/18)                                                                      | | 20. Jh., 2. Drittel                                                            |                                                                                            |          | BW |
| 29901 (1798)      | Statthalterplatz 1 (Lage) | O   | Villa | Villa und Einfriedung | 1906                                                                           | Schaar & Hintzpeter (Schaar, Adolf/Hintzpeter, Cäsar L.)                                   |          | |
| 29420 (1838)      | Statthalterplatz 2 (Lage) | E   | Villa | Statthalterplatz 2 | 1907                                                                           | Raabe & Wöhlecke (Raabe, Ludwig/Wöhlecke, Otto)                                            | 29420    | BW |
| 38875             | Statthalterplatz 2 (Lage) | O   | Villa | Keine Angabe | 1907                                                                           | Raabe & Wöhlecke (Raabe, Ludwig/Wöhlecke, Otto)                                            | 29420    | |
| 38877             | Statthalterplatz 2 (Lage) | O   | Einfriedung                                                                                                  | Keine Angabe | 1907                                                                           | Raabe & Wöhlecke (Raabe, Ludwig/Wöhlecke, Otto)                                            | 29420    | BW |
| 29434 (1517)      | Statthalterplatz 4 (Lage) | O   | Bahnsteiggebäude                                                                                             | Bahnhof Othmarschen, Bahnsteigüberdachung mit darunter liegenden Bauten | 1896                                                                           |                                                                                            |          | |
| 29419             | Trenknerweg 136 (Lage) | O   | Schulanlage                                                                                                  | Schulanlage mit Schulgebäude, Turnhalle und Teich | 1953–1956; 1958 (Erw.)                                                         | Lodders, Rudolf (mit Lehmann, Hans-Georg/Sünnemann, Friedrich)                             |          | BW |